# Nera Verzascaziege

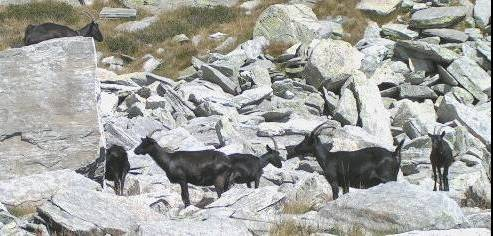
Nera Verzascaziegen

Nera Verzascaziege ist eine widerstandsfähige Ziegenrasse der Schweiz. Die kräftig gebaute, schwarze (italienisch nera: «schwarze») Gebirgsziege stammt ursprünglich aus dem Verzascatal und ist heute überall im Kanton Tessin und den angrenzenden Staaten des südlichen Alpenraums verbreitet. Ihr Vorzug besteht in ihrer Eignung für eine traditionelle, regionstypische (und kostenarme) Haltungsform, bei der die Ziegen einen Teil des Jahres völlig frei in den oberen Gebirgsregionen verbringen. Sie gilt als die robustete Ziegenrasse im Alpenraum.

## Traditionelle Haltung und Bedeutung
In den kargen, gebirgigen und niederschlagsarmen Regionen der Südschweiz spielen die genügsamen und klettertüchtigen Ziegen seit jeher die Hauptrolle bei der Versorgung der Einwohner und prägen auch heute noch das Bild der Landwirtschaft. So zählte man noch zur Jahrhundertwende im Maggiatal dreimal mehr Ziegen als Einwohner. Im Tessin gibt es – im Gegensatz zur Restschweiz, in der Ziegenkäse eher eine Nebenrolle spielt – eine Vielzahl von Ziegenkäse-Spezialitäten, so z. B. «Fromaggini bassi», «alti» oder «alle erbe».
Charakteristisch für die Tessiner Ziegenhaltung ist zum einen, dass die Ziegen nur zum kleinen Teil als Heimgeissen gehalten und zum Grossteil auf Alpen gesömmert werden, wo ihre Milch zu Käse verarbeitet wird. So konserviert, diente er früher als Nahrungsgrundlage für die Wintermonate. Zum anderen werden die Ziegen nach einer vergleichsweise kurzen Laktationsperiode bereits Ende August trockengestellt und verbringen daraufhin bis zu den grossen Schneefällen im Dezember ihr Leben in völliger Freiheit in den oberen Gebirgsregionen.
Durch diese Haltungsform wurde, nicht zuletzt durch natürliche Auslese, die äusserst widerstandsfähige Nera-Verzasca-Ziegenrasse geformt, die, selbst wenn sie gänzlich verwildert – was bisweilen vorkommt und in Bergell dokumentiert wurde –, in der Lage ist, in den klimatisch und geologisch harten Umweltbedingungen der Hochalpen zu bestehen.
Den Winter verbringen die Ziegen im Tal bei den Bauern.
In den klimatisch wärmeren Regionen, z. B. im Sottoceneri werden sie während des gesamten Winters tagsüber hinausgelassen, um auf Koppeln oder im freien Weidegang zu grasen. Auch in den anderen Regionen wird den Tieren, sofern es die Witterung zulässt, täglicher Auslauf ermöglicht. Dies spart viel Heu, aus rein ökonomischer Sicht ist es aber fraglich, ob dies den dadurch resultierenden Arbeitsmehraufwand rechtfertigt.
Im Frühjahr beweiden die Ziegen die unteren Talhänge.
Auch wenn diese Haltungsform im Grossen und Ganzen als Inbegriff artgerechter Ziegenhaltung gilt und die Tiere einen wichtigen Beitrag zum Erhalt der artenreichen Kulturlandschaften des Tessins liefern, gibt es auch Punkte, die kritisch gesehen werden:
Die traditionelle Haltung sieht das in der modernen Tierhaltung als nicht tiergerecht angesehene Anbinden der Ziegen für die (vergleichsweise allerdings sehr kurze) Zeit vor, die sie im Stall verbringen. Begründet wird dies mit dem aggressiven Temperament der Ziegen, das wegen der Verletzungsgefahr die Laufstallhaltung verunmögliche. Tierschutzbeauftragte bezweifeln die Stichhaltigkeit dieses Arguments, werfen den Tessiner Bauern Innovationsfeindlichkeit vor und ermuntern sie, auf die (wesentlich weniger arbeitsaufwendige) Laufstallhaltung umzustellen. Diese Initiativen scheinen zum Teil zu fruchten, denn es lässt sich ein leichter Trend zum Umbau der Ställe auf Laufstallhaltung feststellen.
Das Recht auf freien Weidegang der Ziegen steht auch im Tessin zur Diskussion, da Ziegen, besonders in jungen Nadelwaldschonungen, durch Verbiss erhebliche Schäden anrichten können. Vertreter der Forstwirtschaft befürchten neben Umsatzeinbussen eine nachhaltige Schädigung des Waldes, was mancherorts zu erhöhter Erosion und damit zu einer Steigerung der Lawinengefahr beitrage. In den meisten anderen Schweizer Kantonen wurde das Recht auf freien Weidegang, ein Relikt aus der Zeit, in der Ziegen die Ernährung der armen landlosen Bevölkerung sicherstellte, bereits abgeschafft.
Die Zeit, die die Ziegen frei im Gebirge verbringen, fällt in die Brunftzeit der Tiere. Da den Herden aus unterschiedlichen Gründen stets mehrere Böcke mitgegeben werden, lässt sich die väterliche Abstammung nie nachvollziehen, was eine gezielte Zucht erschwert. Selten kann es sogar vorkommen, dass einzelne Tiere oder gar die ganze Herde von einem wilden Steinbock gedeckt werden. Auch wenn die aus solchen Verpaarungen entstandenen Bastarde uneingeschränkt fruchtbar sind, wird mit ihnen nicht weitergezüchtet, da ihre Milchleistung gering ist und weil sie – überraschenderweise – eine sehr hohe Krankheitsanfälligkeit zeigen.

## Körperliche Merkmale
Die Nera Verzasca ist eine grosse Ziege (Widerristhöhe: weiblich 80 cm, männlich 90 cm, bei einem Gewicht von 60 kg bei den Ziegen und 80 kg bei Böcken) mit kräftigen Gliedmassen grossen Hörnern und muskulösem Körperbau. Alle Tiere haben Bärte.
Obwohl das reinschwarze, glatte Fell kurz ist, besitzen Nera Verzascaziegen eine sehr hohe Kältetoleranz, da sie im Winter dichte Unterwolle ausbilden.

## Wesen
Die Nera Verzascaziege ist eine sehr ursprüngliche Ziegenrasse, die viele der Instinkte ihrer wilden Vorfahren zeigt. Dazu gehören ein stark ausgeprägter Herdentrieb, ein sehr hoher Bewegungsdrang und eine Vorliebe für steiles (und damit raubtiersicheres) Gelände.
Sie sind für Stallhaltung gänzlich ungeeignet. Viele Tessiner Ziegenzüchter nehmen einen Arbeitsmehraufwand in Kauf, um ihren bewegungshungrigen Ziegen auch während der Wintermonate Auslauf zu ermöglichen.
Für die o. g. traditionelle Haltung ist ein gutes Verhältnis zwischen Ziegen und Besitzer unabdingbar.

## Leistung
Nera Verzascaziegen geben je Laktationsperiode, die mit durchschnittlich 206,2 Tagen kurz ist, im Mittel 456,4 kg Milch, was 2,21 kg am Tag entspricht. Dies ist der niedrigste Wert aller Schweizer Milchziegenrassen. An Gehalt werden durchschnittlich 3,0 % Fett und 3,0 % Eiweiss angegeben.
Auch wenn sie weder nach Häufigkeit an Mehrlingsgeburten noch an Gewichtszunahme überdurchschnittliche Leistung erbringt, gilt sie als Zwei-Wege-Ziege, d. h., dass sie sowohl in der Milch- als auch in der Fleischproduktion nennenswerte Erträge abwirft, da ihr Fleisch regional als Delikatesse gehandelt wird und höhere Preise als das exportierter Gitzis erbringt. Profitabel ist die Haltung der Nera Verzascaziege v. a. in der traditionellen, extensiven Haltung, wo nur geringe Kosten für Futter, Weidepacht und Medikamente anfallen.

## Bestandsentwicklung
Auch wenn im traditionsverwurzelten Tessin die Nera Verzascaziege weniger stark von dem allgemeinen Rückgang der Ziegenhaltung in den 1970er Jahren betroffen war, ist der Bestand an Nera Verzascaziegen seit vielen Jahren leicht rückgängig. Mittlerweile ist sie mit 1233 im Herdbuch geführten Tieren die seltenste der offiziell anerkannten Schweizer Ziegenrassen. Da gezielte Herdbuchzucht nicht immer möglich ist, sind weniger als ein Drittel der Ziegen in Herdbüchern eingetragen. Der tatsächliche Bestand in der Schweiz dürfte bei ca. 5000 Tieren liegen. Als Gründe für den Rückgang werden Landflucht, Überbauung und zunehmender Tourismus genannt.
In den Alpenregionen Italiens gibt es einen Bestand von ca. 600 im Herdbuch geführten Tieren.
Der Schweizer Ziegenzuchtverband führt die Nera Verzascaziege als gefährdete Rasse.